# William Knox D’Arcy

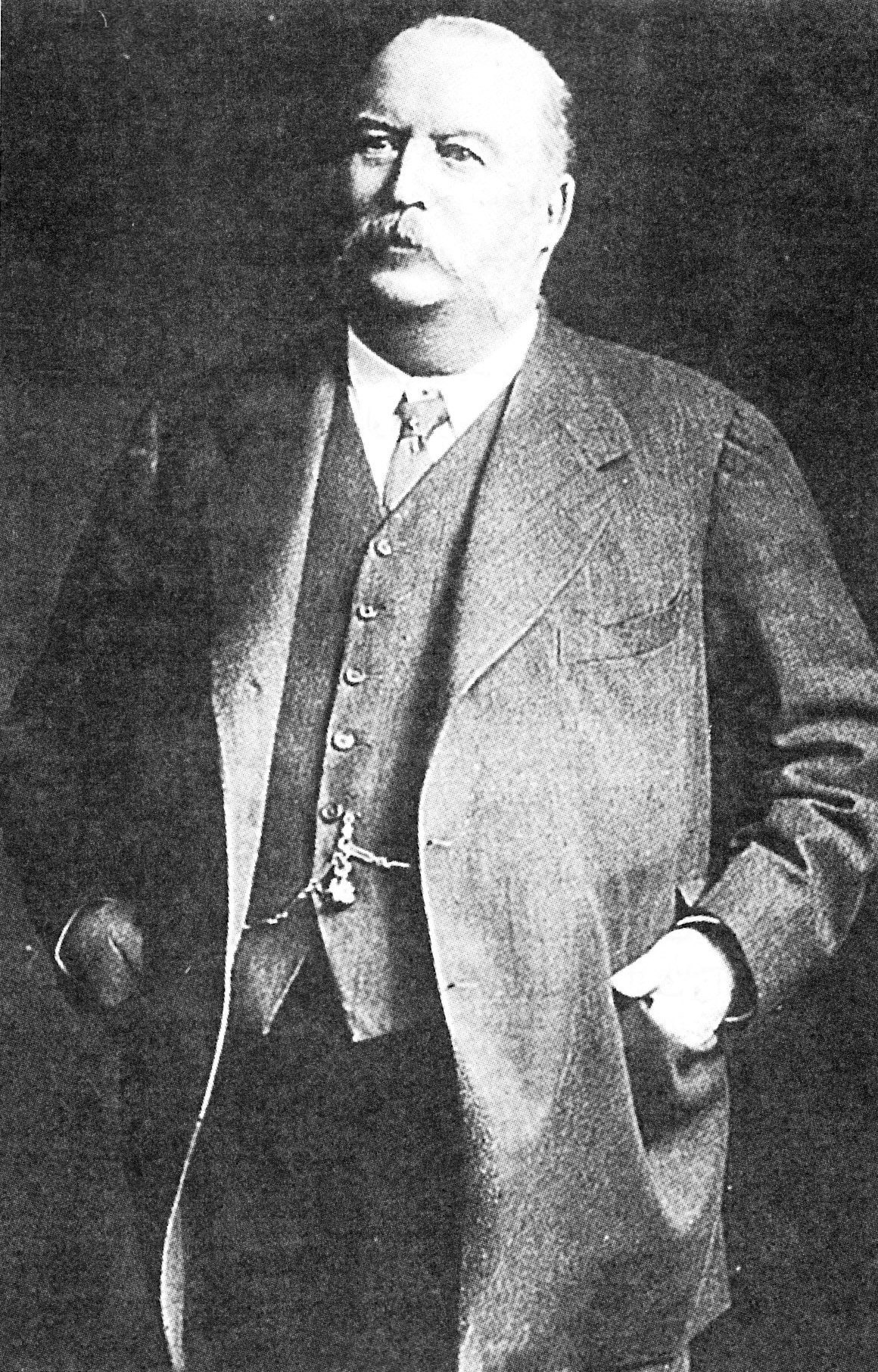
William Knox D’Arcy (1900)

William Knox D’Arcy (* 11. Oktober 1849 in Newton Abbot, Devon, England; † 1. Mai 1917 in Stanmore, Middlesex) war ein britischer Rechtsanwalt und Unternehmer. 1872 heiratete er Elena Birbeck. Aus der Ehe gingen zwei Söhne und drei Töchter hervor. Die Ehe wurde am 9. August 1896 geschieden. Elena verstarb am 19. Dezember 1899. D’Arcy heiratete 1899 Nina Boucicault (Mrs. Ernestine Nutting), Tochter von Arthur L. Boucicault, Besitzer der Zeitung Rockhampton Argus. William Knox D’Arcy starb am 1. Mai 1917 an Lungenentzündung. Er hinterließ seiner Familie ein Vermögen im Wert von 984.000 GBP.

## Frühe Jahre
William Knox D’Arcy ist der Sohn von William Francis D’Arcy und seiner Frau Elizabeth Baker geb. Bradford. D’Arcy besuchte von 1863 bis 1865 die Westminster School in London und wanderte 1866 mit seinen Eltern nach Rockhampton in Queensland Australien aus, wo D’Arcy Rechtswissenschaften studierte. 1872 bestand er die Rechtsanwaltsprüfung und begann seine Tätigkeit in der väterlichen Kanzlei. Später eröffnete er eine eigene Kanzlei.

## Tätigkeit als Rechtsanwalt in Australien
Im Jahre 1882 beteiligte er sich zusammen mit weiteren australischen Geschäftsleuten an einem Goldminensyndikat. D’Arcy war als Rechtsanwalt des Syndikats tätig und verteidigte die Schürfrechte gegen konkurrierende Ansprüche. 1886 wurde das Syndikat in eine Aktiengesellschaft mit Namen Mount Morgan Goldmining Corporation umgewandelt. D’Arcy hielt als Gründungsmitglied der Gesellschaft 125.000 Aktien. Der Kurs der Aktie stieg in kurzer Zeit von einem auf 17 Pfund. D’Arcy war Millionär geworden.

## Zurück in England
D’Arcy löste seine Rechtsanwaltskanzlei auf und kehrte 1872 nach England zurück. Knox hatte auch bedeutende Häuser in London, 42 Grosvenor Square sowie in Paris und Brüssel. 1885 hatte die Börse eröffnet und das zog die größten Finanzdynastien der Welt nach London, wie z. B. Hirsch, d’Erlanger, Rothschild, Bischoffsheim, Lazard, Seligman, Speyer und Stern. D’Arcy lud sie alle ein, hatte eine Loge im Londoner Royal Opera House und seine Gäste wirbelten zum Gesang von Nellie Melba und Enrico Caruso. Auch zu den Pferderennen in Epsom hatte er eine Loge. Er fuhr nach Marienbad (heute: Tschechoslowakei) zur Kur und für die Jagd hatte er Bylaugh Park, ein Haus in Norfolk.
Er kaufte Stanmore Hall, ein beeindruckendes Gebäude in Middlesex und beauftragte den Architekten Brightwen Binyon (1846–1905) mit dem Ausbau und William Morris und Edward Burne-Jones mit der Ausschmückung. Eine Folge von Wandteppichen „Die Suche nach dem Heiligen Gral“ wurden im Eingangsflur und Treppenaufgangs aufgehängt.
Die steigenden Kosten seines neuen Lebensstils und sinkende Dividendenzahlungen seiner australischen Aktien ließen ihn nach neuen Einkommensquellen Ausschau halten.

## Die persische Ölkonzession

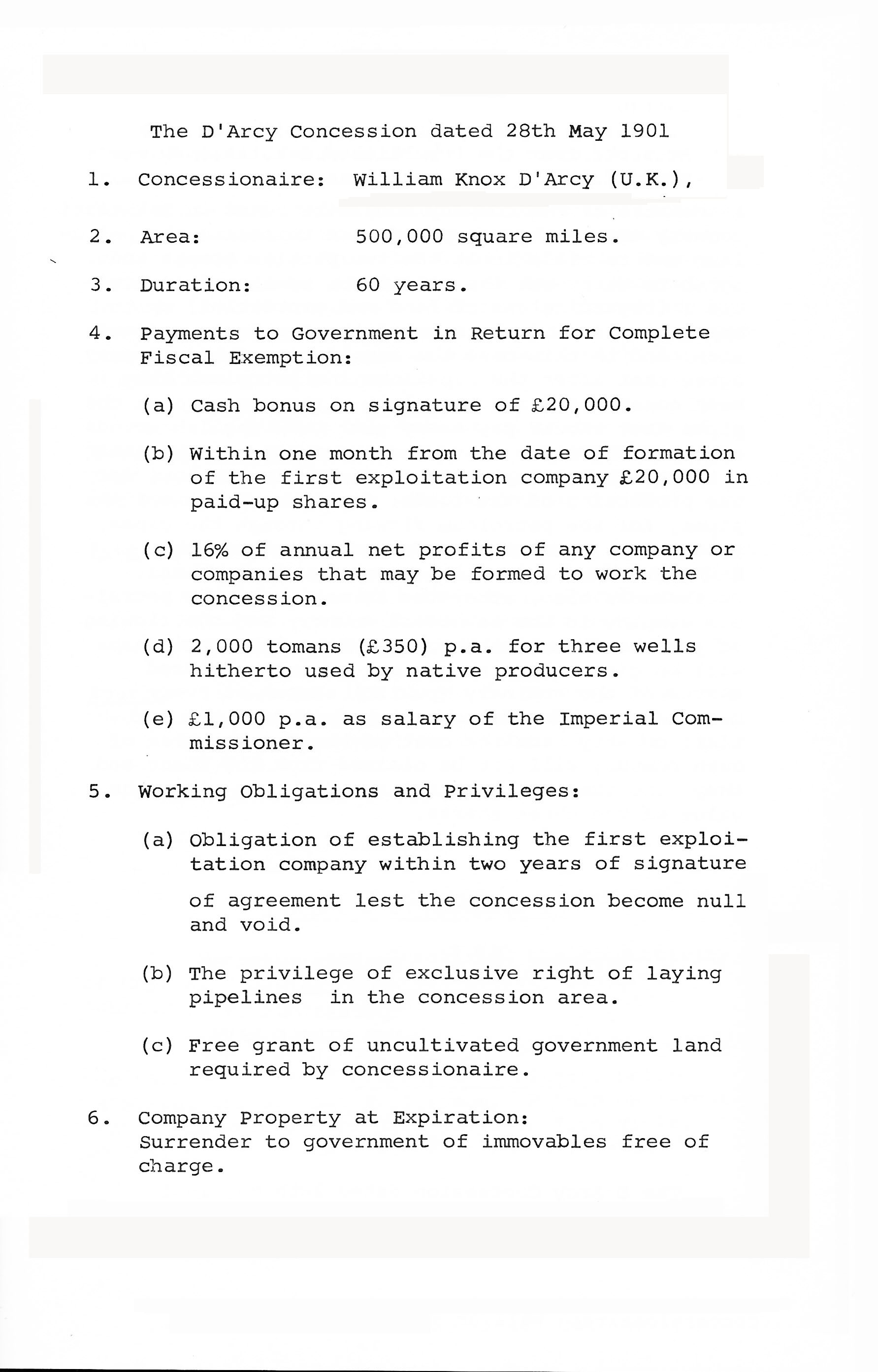
Die D’Arcy-Konzession

1900 überzeugte ihn Sir Henry Drummond Wolff, ein britischer Politiker, Diplomat und ehemaliger britischer Botschafter in Teheran, in Persien nach Öl zu suchen. D’Arcy erwarb am 28. Mai 1901 von Mozaffar ad-Din Schah für 20.000 GBP 10 % Aktienanteil an der noch zu gründenden „Ersten Verwertungsgesellschaft“ und einer Gewinnbeteiligung von 16 % eine Konzession, die für ein Gebiet von 1.243.000 km² (75 % der Fläche Irans) und einen Zeitraum von 60 Jahren gelten sollte. Nach Ablauf der Konzession sollten das gesamte Immobilienvermögen der Gesellschaft an den iranischen Staat fallen. Die Konzessionäre unterlagen zudem der iranischen Einkommensteuer. D’Arcy hatte zugesagt, alle Erschließungskosten zu übernehmen.
D’Arcy begann 1902 mit den Ölbohrungen in Chia Surkh im Westen Irans. 1903 wurde das erste Öl gefunden, und D’Arcy gründete die First Exploitation Co. Ltd (FEC). Es stellte sich allerdings schnell heraus, dass die Quelle zu wenig Öl lieferte, um sie wirtschaftlich ausbeuten zu können. Man verlegte nun die Ölsuche in ein Gebiet, das von den Bachtiaren bewohnt war. Um sich deren Schutz zu sichern, schloss man mit den Stammesführern einen gesonderten Konzessionsvertrag, in dem den Stammesführern eine Beteiligung von 3 % an allen Ölunternehmen ihres Bezirkes plus eine jährliche Zahlung von 3.000 GBP, beginnend ab 1905, für den Schutz der Ölanlagen und Pipelines zugesprochen wurde.
Bis Ende 1905 hatte D’Arcy 250.000 GBP in die Ölsuche investiert, ohne das nennenswerte Mengen an Öl gefunden worden wären. Seine australischen Goldminenaktien, die inzwischen auf zwei Pfund gefallen waren, hatte D’Arcy bereits verpfändet, so dass er dringend Geld benötigte. D’Arcy begann Verhandlungen über den Verkauf der Konzession an die französische Linie der Rothschilds. Auf Intervention der britischen Admiralität übernahm dann aber die 1896 in Glasgow von Sir David Sime Cargill gegründete Burmah Oil Company die Konzession. D’Arcy erhielt zum Ausgleich 170.000 Aktien von Burmah Oil und einen nicht näher bekannten Betrag in bar.
Burma (in der viktorianischen Zeit Burmah geschrieben, heute Myanmar) wurde nach dem Einmarsch britischer Truppen 1886 Teil des britischen Empires. Die Burmah Oil Company war bei der Ölsuche recht erfolgreich gewesen. 1899 wurde das zunächst nur in Burma verkaufte Öl mit eigenen Tankern auch nach Indien verschifft. 1905 hatte die britische Admiralität mit Burmah Oil einen langfristigen Vertrag über die Lieferung von Öl an die britische Flotte, die zu Beginn des 20. Jahrhunderts von Kohle auf Öl umgestellt wurde, abgeschlossen.
Burmah Oil sagte zu, die Ölsuche mit weiteren 100.000 GBP zu finanzieren. Zu Beginn der Bohrungen sollte auch Burmah Oil der Erfolg versagt bleiben. Erst drei Jahre nach Übernahme der Konzession von D’Arcy stieß eine Bohrung in Masdsched Soleyman am 26. Mai 1908 in 360 Metern auf Öl. Burmah Oil hatte eines der größten Ölfelder der Welt entdeckt. Aus Angst vor Spionen benachrichtige der Leiter der Bohrungen – George B. Reynolds – die Unternehmensleitung in London telegrafisch mit: „siehe Psalm 104, Vers 15, 3“ („..dass der Wein erfreue des Menschen Herz und sein Antlitz schön werde vom Öl.“).

## Die Anglo-Persian Oil Company
Um das persische Öl zu fördern, zu verarbeiten und zu vermarkten wurde am 15. April 1909 die Anglo-Persian Oil Company abgekürzt APOC, (1935 umbenannt in Anglo-Iranian Oil Company, AIOC; 1954 umbenannt in British Petroleum Company) als nahezu hundertprozentige Tochter der Burmah Oil Company gegründet. D’Arcy wurde in den Vorstand berufen und übte diese Tätigkeit bis zu seinem Tode aus.
Um das Öl verkaufen zu können, musste erst eine Pipeline, eine neue Raffinerie in Abadan und eine Verladestationen für Tanker gebaut werden. Im Jahre 1912 weigerte sich die von Sir John Cargill geleitete Burmah Oil weitere Mittel für die APOC zur Verfügung zu stellen. Winston Churchill, zu dieser Zeit erster Lord der Admiralität, handelte neue Vereinbarungen mit Burmah Oil aus. Für 2,2 Millionen Pfund erwarb die britische Regierung die Mehrheit (56 %) an der AIOC. Darüber hinaus wurde mit der AIOC ein langfristiger Liefervertrag zur Versorgung der britischen Flotte geschlossen. Durch die Teilverstaatlichung und Abnahmevertrag garantiert vom britischen Staat war die APOC vor dem finanziellen Zusammenbruch gerettet. Im folgenden Jahr (1913) konnte dann endlich die Ölförderung aufgenommen werden. Zu dieser Zeit war nicht absehbar, dass in wenigen Jahren in Abadan die größte Raffinerie der Welt entstehen sollte.